# 罗拉特法
罗拉特法案（Rowlatt Act）是指英属印度政府于1919年3月通过的一项法案，其目的针对第一次世界大战期间，在可能出现社会动荡或出现颠覆政府的一切不确定因素下实行紧急状态。这项法案授权政府在未经审判的情况下，有权将英属印度范围内包括恐怖分子在内的所有疑犯逮捕入狱。实际上，也是英国当局压制革命活动的具体措施。引發阿姆利則慘案。